# 尚志南站
尚志南站位于中华人民共和国黑龙江省哈尔滨市尚志市，是哈牡客运专线上的高铁站，于2018年12月26日启用，由中国铁路哈尔滨局集团有限公司管辖。
尚志南站属于中型站，站房建筑面积2,954.69平方（31,804.0平方英尺），可容纳近1000人。

## 車站周邊
有配套的站前广场和与 229国道相连的站前道路。
- 绥满高速尚志服务区

## 歷史
- 2018年12月26日启用。